# 姚愔
姚愔（？—416年），五胡十六国后秦的君主姚兴的儿子，封南阳公。
416年，姚兴病重，他的妹妹南安长公主探病问候，姚兴没有回答。姚兴幼子姚耕儿出宫，告诉姚愔：“君父已经驾崩，应快定对策。”姚愔和尹冲率军进攻端门，敛曼嵬、胡翼度等人率军紧闭宫门拒守。姚愔派精兵登上门楼，沿着屋檐前进，到了马道的地方。太子姚泓在谘议堂侍奉父亲，太子右卫率姚和都率领东宫卫率进驻马道之南。姚愔没有办法，放火烧端门。姚兴来到前殿，命姚弼自杀。禁卫军看到君王没有死，发动冲锋攻击敌兵。与姚和都夹击，使得姚愔大败。姚愔逃奔骊山，党羽建康公吕隆逃奔雍城，尹冲、尹泓兄弟逃奔东晋。第二天，姚兴去世。姚泓封锁姚兴死讯，下令捕杀姚愔和吕隆、大将军尹元等人，然后公布父亲死讯，姚泓登上皇帝（姚兴只是天王）位，下令大赦，改年号为永和。姚泓命令齐公姚恢杀掉安定太守吕超。